# Musikåret 1918

## Händelser
- 3 mars – Béla Bartóks Stråkkvartett nr 2 uruppförs i Budapest.
- 24 maj – Operan Riddar Blåskäggs borg av Béla Bartók har urpremiär i Budapest.
- 29 september – Gustav Holsts orkestersvit Planeterna uruppförs i London, Adrian Boult dirigerar.
- okänt datum – Svenska skivmärket Rolf Winner Succès, ägt av Ernst Rolf, startas under hösten.[1]
- okänt datum – Tyska skivmärket Lyrophon upphör.[2]

## Födda
- 24 januari – Gottfried von Einem, österrikisk kompositör.
- 27 januari – Elmore James, amerikansk bluessångare, låtskrivare och gitarrist.
- 28 januari – Rolf Larsson, svensk jazzpianist, kompositör och musikarrangör.
- 9 februari – Sven Holmberg, svensk skådespelare och sångare.
- 5 mars – Artur Erikson, svensk kristen sångare, pastor i Svenska Missionsförbundet.
- 9 mars – Stina Sorbon, svensk sångare och skådespelare.
- 29 mars – Pearl Bailey, amerikansk skådespelerska och sångare.
- 31 mars – Julie Bernby, svensk skådespelare, sångare, författare och sångtextförfattare.
- 3 april – Sixten Ehrling, svensk dirigent.
- 6 april – Eva-Lisa Lennartsson, svensk sångare.
- 9 april – Franz von Lampe, svensk violinpedagog och skulptör.
- 25 april – Astrid Varnay, amerikansk operasångare (sopran).
- 17 maj – Birgit Nilsson, svensk operasångare (sopran).
- 10 juni – Patachou, fransk vissångare och skådespelare.
- 13 juni – Carl-Axel Hallgren, svensk skådespelare och operasångare (baryton).
- 26 juli – Erik Johnsson, svensk kompositör, kapellmästare och musikarrangör.
- 18 augusti – Olle Sivall, svensk operasångare.
- 25 augusti – Leonard Bernstein, amerikansk tonsättare och dirigent.
- 31 augusti – Alan Jay Lerner, amerikansk textförfattare och manusförfattare.
- 22 september – Henryk Szeryng, polsk violinist och kompositör.
- 11 oktober – Jerome Robbins, amerikansk koreograf, regissör och dansare.
- 23 oktober – Ulrik Neumann, dansk kompositör, sångare och musiker (gitarrist).
- 26 oktober – Eric Ericson, svensk dirigent och körledare.
- 30 oktober – Ruth Kasdan, svensk skådespelare och sångare.
- 26 november – Stig Westerberg, svensk dirigent och pianist.
- 2 december – Åke Malmfors, svensk tonsättare, körledare och orkesterdirigent.
- 24 december – Dave Bartholomew, amerikansk låtskrivare och musikproducent.

## Avlidna
- 3 januari – Amanda Sandborg Waesterberg, 75, svensk tonsättare.
- 1 mars – Emil Sjögren, 64, svensk tonsättare, organist och pianist.
- 13 mars – César Cui, 83, rysk tonsättare.
- 15 mars – Lili Boulanger, 24, fransk tonsättare.
- 25 mars – Claude Debussy, 55, fransk kompositör.
- 1 april – Karl Valentin, 64, svensk tonsättare och musikskriftställare.
- 18 maj – Toivo Kuula, 34, finländsk tonsättare.
- 20 maj – Richard Andersson, 66, svensk pianist, pedagog och tonsättare.
- 10 juni – Arrigo Boito, 76, italiensk librettist och tonsättare.
- 15 augusti – Heinrich Köselitz, 64, tysk tonsättare.
- 7 oktober – Hubert Parry, 70, brittisk musikhistoriker, pedagog och tonsättare.
- 15 oktober – Antonio Cotogni, 87, italiensk barytonsångare.
- 16 oktober – Felix Arndt, 29, amerikansk pianist och kompositör.
- 24 oktober – Charles Lecocq, 86, fransk operettkompositör.

### Fotnoter
1. ↑  ”78:or & film”. http://78-varv.atspace.cc/rolf.htm. Läst 3 juni 2011.
2. ↑  Gössel, Gabriel (2006). Fonogram. 2 (1. vyd). Radioservis. sid. 450. ISBN 978-80-86212-44-9. Läst 26 januari 2024